# Aneta Corsaut
Aneta Corsaut (* 3. November 1933 in Hutchinson, Kansas, Vereinigte Staaten; † 6. November 1995 in Studio City, Los Angeles, Kalifornien, Vereinigte Staaten) war eine US-amerikanische Schauspielerin und Schriftstellerin. Ihre bekannteste Rolle ist die der Jane Martin in dem Film Blob – Schrecken ohne Namen.

## Leben und Karriere

### Frühe Jahre und Karriere
Corsaut wurde in Hutchinson, Kansas, als Tochter von Jesse Harrison und Opal J. (geb. Swarens) Corsaut geboren. Sie studierte Schauspiel an der Northwestern University und schloss ihr Studium bei Lee Strasberg ab. Um eine Schauspielkarriere anzustreben, belegte sie jedoch während der Laufzeit der Andy Griffith Show Kurse an der UCLA mit dem Ziel, ihren Abschluss zu machen.
Sie begann Mitte der 1950er Jahre in New York City mit der Schauspielerei. 1958 gaben Corsaut und Steve McQueen ihr Filmdebüt im Independent-Kult-Horrorfilm Blob – Schrecken ohne Namen. Im Fernsehen spielte sie von 1961 bis 1962 Irma Howell in der CBS-Sitcom Mrs. G. Goes to College.
Corsaut trat zum ersten Mal 1963 in der langjährigen Griffith Show auf und spielte die Lehrerin Helen Crump, die später in der ersten Folge des Spin-offs Mayberry RFD die Frau des Sheriffs von Mayberry wurde. 1965 übernahm sie auch die Rolle der Kathy McLennan, der jungen Witwe eines Ranchers, in der Folge „Paid in Full“ der syndizierten Western-Anthologie-Serie Death Valley Days. Corsaut spielte später weiterhin die Rolle der Freundin des Polizisten Bumper Morgan, die ein Pfandhaus besitzt, in der Serie The Blue Knight von 1975–1976. In der Serie Adam-12 spielte Corsaut Judy, die Freundin von Officer Pete Malloy. Sie hatte eine Nebenrolle als Oberschwester Bradley in der Sitcom House Calls aus den 1980ern und trat in mehreren Folgen von Matlock mit dem Star Andy Griffith auf. Darüber hinaus spielte Corsaut 1977 die Rolle der Krankenschwester Jesse Brewer in der langjährigen ABC-Seifenoper General Hospital, als die langjährige Darstellerin Emily McLaughlin zu krank zum Arbeiten war.
Sie kehrte in die Rolle der Helen Crump in den Reunion-Shows Return to Mayberry im Jahr 1986 und The Andy Griffith Show Reunion im Jahr 1993 zurück.
Als Autorin war sie Mitautorin des Buches The Mystery Reader’s Quiz Book.

### Persönliches Leben und Tod
Corsaut war nie verheiratet und hatte keine Kinder.
Laut dem 2015 erschienenen Buch Andy & Don: The Making of a Friendship and a Classic American TV Show hatten Corsaut und der verheiratete Andy Griffith während ihrer fünf gemeinsamen Jahre bei The Andy Griffith Show eine andauernde Affäre; diese war unter Besetzung und Crew ein offenes Geheimnis.
Am 6. November 1995 starb Corsaut in Los Angeles, Kalifornien an Krebs. Als Katholikin wurde sie auf dem Valhalla Memorial Park Cemetery im nahegelegenen North Hollywood beigesetzt.

## Filmografie (Auswahl)
- 1955: Robert Montgomery Presents (Fernsehserie, 1 Folge)
- 1958: Blob – Schrecken ohne Namen (The Blob)
- 1959: Black Saddle (Fernsehserie, 1 Folge)
- 1960: Johnny Ringo (Fernsehserie, 1 Folge)
- 1960: Unsolved (Fernsehfilm)
- 1961: Hong Kong (Fernsehserie, 1 Folge)
- 1960 – 1961: The Law and Mr. Jones (Fernsehserie, 2 Folgen)
- 1960 – 1962: Kein Fall für FBI (The Detectives, Fernsehserie, 2 Folgen)
- 1963: Bonanza (Fernsehserie, 1 Folge)
- 1964: Leih mir deinen Mann (Good Neighbor Sam)
- 1965: Ben Casey (Fernsehserie, 1 Folge)
- 1965: Katy (Fernsehserie, 1 Folge)
- 1960 – 1965: Im wilden Westen (Death Valley Days, Fernsehserie, 5 Folgen)
- 1965 – 1967: Rauchende Colts (Gunsmoke, Fernsehserie, 2 Folgen)
- 1963 – 1968: The Andy Griffith Show (Fernsehserie, 66 Folgen)
- 1970: Nanny und der Professor (Nanny and the Professor, Fernsehserie, 1 Folge)
- 1974: Bad Ronald (Fernsehfilm)
- 1979: The Runaways (Fernsehserie, 1 Folge)
- 1979 – 1981: House Calls (Fernsehserie, 13 Folgen)
- 1986: Hotel (Fernsehserie, 1 Folge)
- 1987 – 1992: Matlock (Fernsehserie, 7 Folgen)